# Skansens bergbana
| Wagen 2 auf der Brücke |                     |                          |                  |
| Streckenlänge: | 0,196 km            |                          |                  |
| Spurweite: | 1000 mm (Meterspur) |                          |                  |
| |                     |                          |                  |
| \| \| 0,196 \| Bergstation „Skansen“ \| 73,94 m \| \| \| 0,107 \| alte Bergstation \| alte Bergstation \| \| \| \| Ausweichstelle \| \| \| \| 0,000 \| Talstation „Hazeliustor“ \| 39,27 m \| |                     |                          |                  |
| Haltepunkt / Haltestelle Streckenanfang | 0,196               | Bergstation „Skansen“    | 73,94 m          |
| ehemaliger Haltepunkt / Haltestelle | 0,107               | alte Bergstation         | alte Bergstation |
| |                     | Ausweichstelle           |                  |
| Haltepunkt / Haltestelle Streckenende | 0,000               | Talstation „Hazeliustor“ | 39,27 m          |

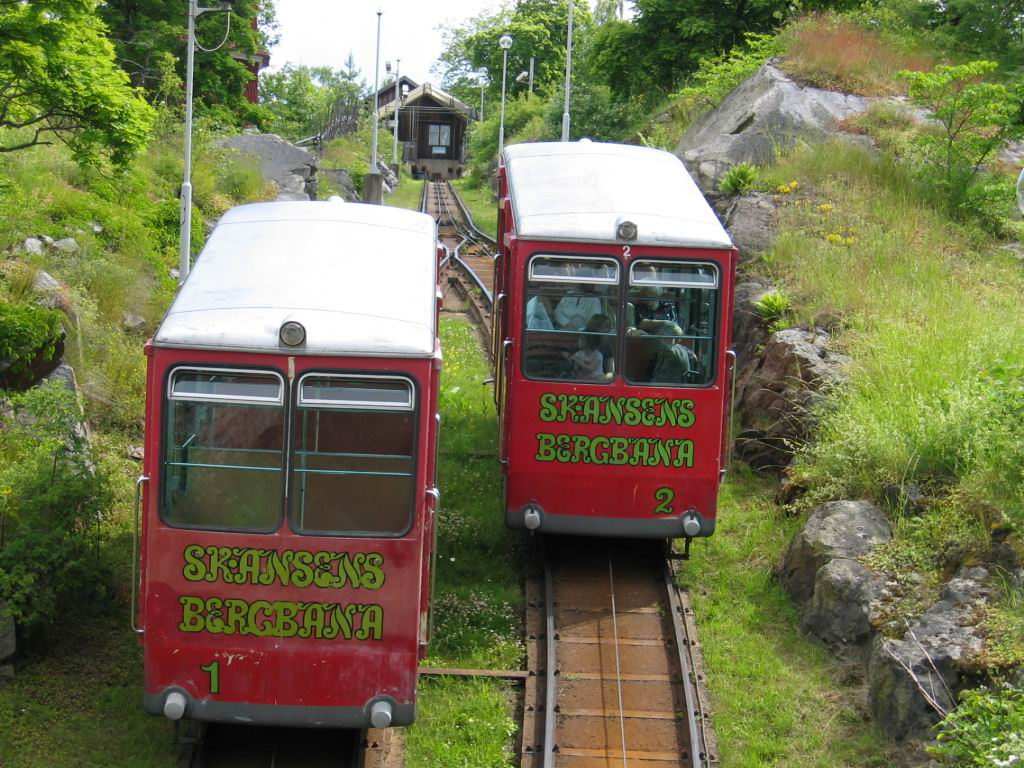
Beide Wagen an der Ausweiche

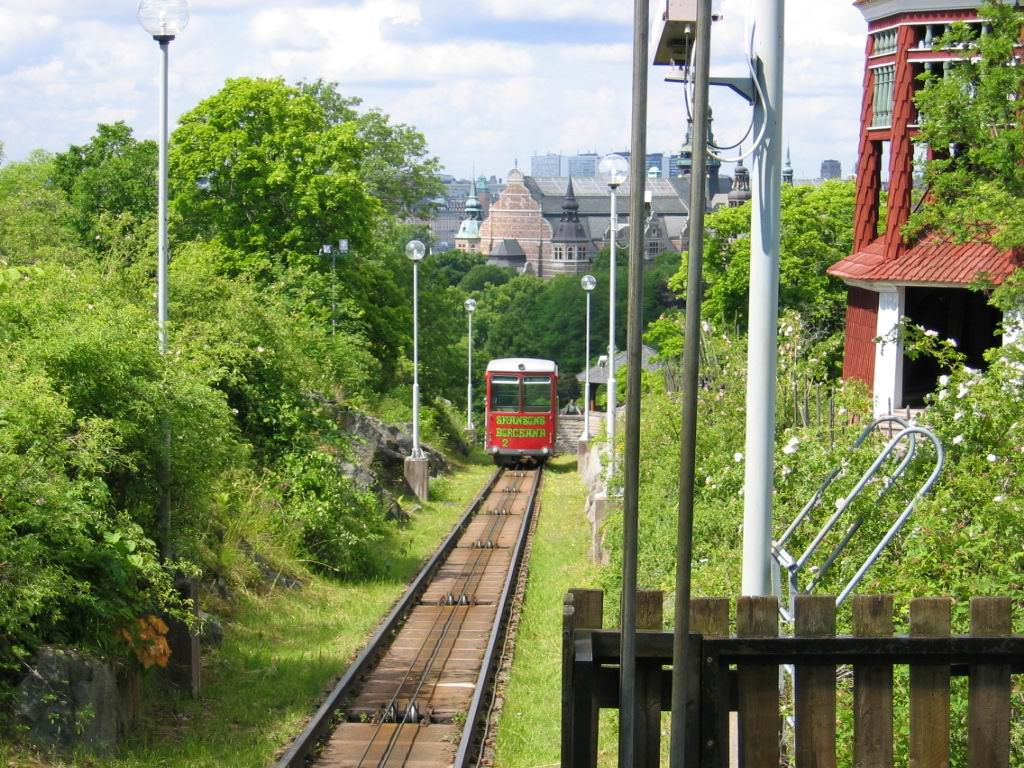
Wagen 2 bei der Bergstation

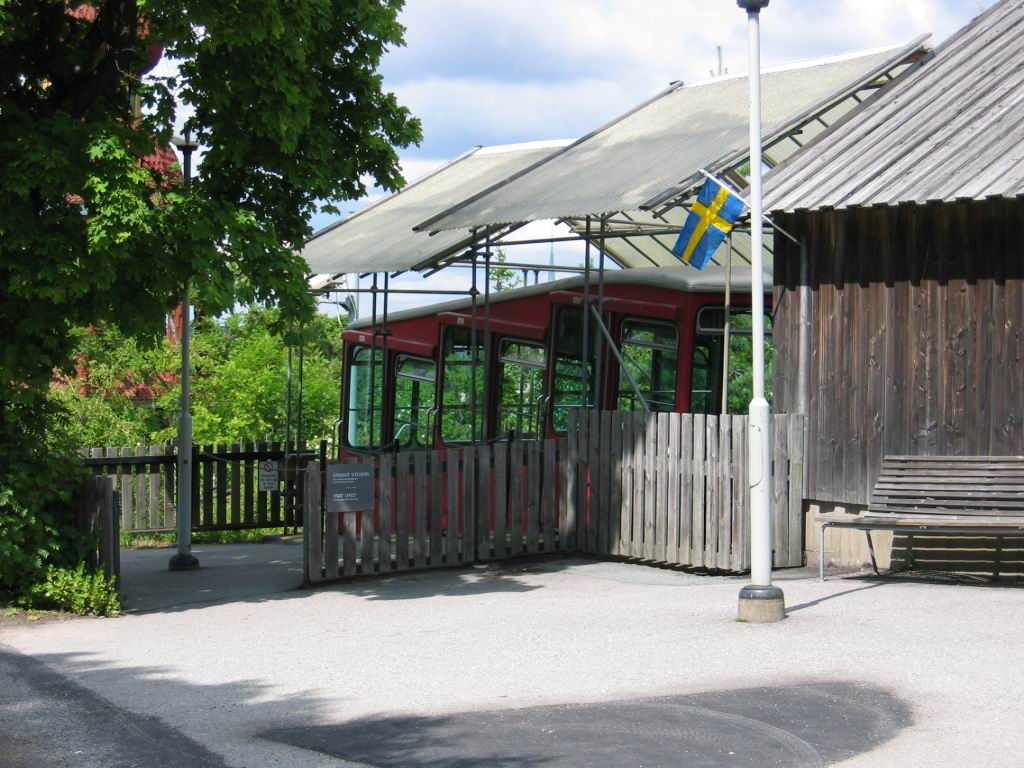
Bergstation der Skansens bergbana

Skansens bergbana ist eine Standseilbahn, die in der schwedischen Hauptstadt Stockholm vom südlichen Bereich der Insel Djurgården zum Skansen-Hügel verkehrt. Die Bahn wurde in ihrer ersten etwa halb so langen Ausführung 1897 eröffnet und 1959 wegen Überalterung stillgelegt. Nach Überholung und Verlängerung wurde sie im Juli 1973 wiedereröffnet.

## Geschichte

### Bau und Eröffnung
Die Skansen-Bergbahn wurde am 28. Juli 1897 anlässlich der Allmänna konst- och industriutställningen in Stockholm eröffnet. Die Konstruktion stammte von der Schweizer Firma Von Roll, die den Bauauftrag erhielt und die Bahn vollendete.

### Stilllegung der ersten Bahn
Die erste Bahn, die nur 107 Meter lang war (Steigung zwischen 25 und 34 %) und über hölzerne Personenwagen für maximal 16 Personen verfügte, fuhr bis 1959, als sie wegen des schlechten Zustandes von Strecke und Fahrzeugen für den Verkehr geschlossen wurde.

### Eröffnung der neuen Bahn
Erst am 18. April 1973 wurde die Bahn nach einer Überholung der gesamten Anlage, Verlängerung auf 196 m Länge und Ausstattung mit zwei neuen Fahrzeugen für den Publikumsverkehr wiedereröffnet. Die Arbeiten übernahm wiederum von Roll.

### Die Bahn seit 1973
Die Bahn verkehrt zwischen der Talstation Hazeliustor (Höhe 39,27 m über Meeresniveau) im südlichen Djurgården und Tingsvallen/Bollnästorget zur Bergstation auf dem Hügel des Freilichtmuseums Skansen (Höhe 73,94 m), einer weitläufigen Parklandschaft über der Stadt. Sie ist 196 m lang, besitzt eine Spurweite von 1000 mm und verfügt in Streckenmitte über eine Ausweichstelle in Form einer selbsttätigen Abtschen Weiche ohne bewegliche Teile. Die Strecke verläuft nach einem geraden Stück nach der Talstation über eine gekrümmte Brücke und überwindet insgesamt einen Höhenunterschied von 34,67 m. Die Steigung liegt zwischen 9,1 und 24,7 %. Die Fahrgeschwindigkeit beträgt zwischen 0,8 und 2,5 m/s, eine Fahrt dauert etwa 1 Minute und 30 Sekunden.
Die beiden zweiachsigen Fahrzeuge mit einem Achsstand von 3759 mm haben einen an den Ecken abgerundeten vollständig geschlossenen Wagenkasten aus Stahl mit drei abgestuften Abteilen und großzügiger Verglasung. Sie fassen bis zu 45 Personen.

### Betrieb heute
Der Betrieb erfolgt im Gegensatz zu früher ohne einen Wagenführer pro Personenwagen. Sie wird nicht vollautomatisch betrieben, da die Bahn nicht wie bei einem Aufzug von den Fahrgästen auf Anforderung bedient wird. Die komplette Strecke ist kameraüberwacht. Die Bahn ist ganzjährig in Betrieb, die Wagenfolge beträgt in den Sommermonaten je nach Fahrgastaufkommen zwischen 15 und 20 Minuten.